# Phillip Berryman
Phillip Berryman (Los Ángeles, 1938) es un teólogo estadounidense, conocido por sus libros sobre la teología de la liberación y América Latina.

## Datos biográficos
Fue ordenado como sacerdote católico en 1963, después de lo cual pasó dos años trabajando en una parroquia de Pasadena (California). Entre 1965 y 1973 fue párroco en el barrio El Chorrillo de la ciudad de Panamá.
En 1973 se retiró del ministerio sacerdotal. Desde 1976 hasta 1980 trabajó como representante de la Comié de Servicio de la Sociedad de los Amigos (Cuáqueros), en Centroamérica y se estableció en Guatemala junto con su esposa Ángela y viajó continuamente por varios países de la región. En 1980 retornó a Estados Unidos, donde se dedicó a escribir. Desde 1993, fue por más de 20 años profesor de estudios latinoamericanos en la Universidad de Temple. Actualmente vive en Filadelfia con su esposa Ángela, con la cual tuvo tres hijos: Catherine, Maggie y Lizzy.

## Obra
Su libro, Teología de la Liberación: Los hechos esenciales en torno al movimiento revolucionario en América Latina y otros lugares, ha sido una contribución significativa a la recepción de la teología de la liberación en los Estados Unidos. Entre sus escritos se destacan los siguientes:
- (2005). "The Bush Doctrine: A Catholic Critique"; America Magazine. The National Catholic Weekly.
- (1996). Religion in the Megacity: Catholic and Protestant Portraits from Latin America. Orbis Books.
- (1995). Stubborn Hope: Religion, Politics, and Revolution in Central America. New Press.
- (1987). Liberation Theology: Essential Facts About the Revolutionary Movement in Latin America - and Beyond. Pantheon Books - Temple University Press. En español Teología de la Liberación. Los hechos esenciales en torno al movimiento revolucionario en América Latina y otros lugares; México: Siglo Veintiuno Editores, 1989.
- (1984). The Religious Roots of Rebellion: Christians in Central American Revolutions. New York: Orbis Books.

Además de publicar sus propios trabajos, Berryman traducido al inglés libros de teólogos, como Leonardo Boff, Miguel d'Escoto, José Comblin, Maria Clara Bingemer, Franz J. Hinkelammert e Ivone Gebara. También tradujo el informe oficial de dos volúmenes del gobierno chileno sobre violaciones de derechos humanos durante la dictadura de Pinochet.